# Wizzard (finnische Band)
Wizzard ist eine finnische Heavy-Metal-Band, die im Jahr 1995 in Kitee gegründet wurde.

## Geschichte
Die Band wurde im August 1995 von dem Sänger Teemu Kautonen, damals noch unter dem Pseudonym „Hexenmeister“ bekannt, als Soloprojekt gegründet. Im März 1996 folgte mit I Am the King ein erstes Demo. Auf dem Demo, das vier Lieder umfasste, spielte Kautonen noch alle Instrumente selbst ein. Der Tonträger erschien im Juli über Eerie Productions. Das Label veröffentlichte das Demo später erneut auf der Kompilation The Eerie Sampler, auf der noch drei andere Demos (Av hedensk blod von Gravferd, Promo 1998 von Raven und Dark Aureoles Gathering von Kautonens früherer Band Darkwoods My Betrothed) enthalten waren, im Jahr 1999. Nachdem das Demo veröffentlicht worden war, machte sich Kautonen auf die Suche nach weiteren Mitgliedern, damit die ersten Auftritte abgehalten werden konnten. Als Gitarrist kam Hellboozer und als Schlagzeuger Ville zur Besetzung, während Kautonen den Gesang und den Bass übernahm. Mit dieser Besetzung folgten drei Auftritte, ehe im Oktober 1996 das selbstbetitelte Debütalbum aufgenommen wurde. Das Album sollte über das deutsche Label Nazgul’s Eyrie Productions erscheinen, jedoch erlitt das Label finanzielle Schwierigkeiten, sodass die Veröffentlichung bei diesem Label nicht erfolgen konnte. Das Album erschien erst im Dezember 1999. Nach den Aufnahmen folgten weitere Auftritte, wobei nun Wellu Helenius als Schlagzeuger in der Band war.
Im April 1997 zog Kautonen nach Deutschland. Die Plattenfirma Nazgul’s Eyrie Productions hatte eine lokale Besetzung zusammengestellt, die aus dem Gitarristen Daniel „Front“ Reiß und dem Schlagzeuger CY bestand; beide stammten von der deutschen Band Thargos. Zusammen gaben sie drei Konzerte mit Bands wie Countess, Sabbat, Barathrum und Mayhemic Truth. Im August 1997 kehrte Kautonen nach Finnland zurück; dort nahm er im Oktober mit Tapio Wilska „Torquemada“ an der Gitarre und J. Crow am Schlagzeug das zweite Album Devilmusick auf, das im Februar 1998 über Spinefarm Records erschien und auf 1000 Stück limitiert war. Da Crow noch durch andere Projekte beschäftigt war, war er nur auf diesem Album zu hören, sodass im Dezember 1997 für eine fünftägige Finnlandtournee Tero Leinonen als neuer Schlagzeuger zur Band kam; für diese Tournee wurde Tero von Darkwoods My Betrothed als Schlagzeuger rekrutiert. Außerdem übergab Kautonen den Bass an Wilska Torquemada und JeeJee kam als Gitarrist zur Band. Geplant war eine Finnlandtournee mit Barathrum, Babylon Whores und Countess, die jedoch von letzterer Band abgesagt werden musste und stattdessen mit Babylon Whores, Barathrum und Horna stattfand. Im April 1998 folgten weitere Auftritte zusammen mit Babylon Whores, Barathrum und Unpure. Jedoch verließ Leinonen die Band fünf Tage vorher und wurde durch Sami Vänskä (Ex-Nightwish) ersetzt. Vänskä verließ die Band nach der Tournee wieder, sodass Pasi als permanenter Schlagzeuger zur Band kam. Kautonen hingegen spielte nun die E-Gitarre, sodass die Gruppe erstmals zwei Gitarristen vorweisen konnte. Diese Besetzung hielt vom Sommer 1998 bis Sommer 2000 an. Im November 1998 begannen die Arbeiten zum Album Songs of Sin and Decadence. Da die Band mit ihrem Label nicht zufrieden war, trennte sich die Gruppe außerdem von Spinefarm Records. Die Hälfte des Albums wurde im November im Walltone Studio im finnischen Savonlinna aufgenommen, während die Band nach einem neuen Label suchte. Die Band erreichte einen Vertrag bei Near Dark Productions. Die zweite Hälfte des Albums wurde im März 1999 aufgenommen. Letztlich entstanden so viele Lieder, dass neben dem Album noch eine EP erstellt wurde, die jedoch nie veröffentlicht wurde. Die Albumveröffentlichung war für Sommer 1999 geplant. Jedoch gelangte Near Dark Productions in rechtliche Schwierigkeiten. Kautonen verbrachte den Sommer in Deutschland. Dadurch kam er mit dem Journalisten Arno Hofmann in Kontakt, der Kautonen an Massacre Records. Gutter Records, ein Sub-Label von Massacre Records, lizenzierte Near Dark Productions, sodass das Album im März 2000 erschien. In den USA erschien das Album im Juni bei Pavement Music. Außerdem wurde im August 2000 die EP Tormentor veröffentlicht, die neben dem Titellied des Albums drei weitere Lieder enthielt: Eine neue Version von I Am the King, eine Coverversion von Judas Priests Breaking the Law und das bisher unveröffentlichte Lied Get Slaughtered. Diese drei Lieder waren dieselben, die auf der unveröffentlichten EP erscheinen sollten. Im Sommer hatte die Band diverse Auftritte und spielte dabei unter anderem auch auf dem Ilosaarirock. Im Januar 2001 kehrte Kautonen nach seinem Zivildienst nach Deutschland zurück, wobei er schon im Herbst 2000 mit Front und CY die alten Mitgliedern wieder zurückholte. Ersterer schrieb ebenfalls Stücke für Wizzard. Im Februar 2001 kam mit John Blöchinger ein weiterer Gitarrist zur Band. Im April 2001 begannen die Aufnahmen zum Album Black Heavy Metal im Beat Point Studio in Krefeld. Das Album erschien im Jahr 2001 über Gutter Records.

## Musikstil
Die Band bezeichnet ihren Stil als Black Heavy Metal, um auf die Zeit hinzuweisen, in der Black Metal noch nicht mit dem Stil der Norweger oder einer Mischung aus „Noisecore und satanischen Texten“ gleichgesetzt wurde. Kautonen betont den Wortbestandteil heavy, während der andere Black-Metal-Bereich Black Death Metal sei, den Bands wie Bathory und Barathrum repräsentieren würden. Stattdessen bezieht seine Band sich auf den traditionellen Heavy Metal von Bands wie Mercyful Fate, Iron Maiden (von allen vier Mitgliedern unter den Favoriten angegeben), Venom und Demon.
Das ursprüngliche Debüt Wizzard ist das primitivste und aggressivste Album der Band. Nach Kautonen besteht es gleichermaßen aus schnellem Speed/Death Metal, Heavy Metal in mittlerem Tempo, und langsamen Heavy-/Doom-Stücken. Devilmusick ist laut Kautonen „vielleicht sogar noch esoterischer als das Debüt“, aber auch „viel entspannter und humorvoller“. Schwarzer Humor spielt bei diesem Album eine große Rolle. Die Plattenfirma Barbarian Wrath, Nachfolger von Nazgul’s Eyrie Productions, verglich das Album mit Bulldozer und Onslaught. Auf Songs of Sin and Decadence wurde die Band ernster, laut Kautonen ist es „der Anfang einer neuen Ära für Wizzard“; schwarzer Humor spielt hier nur im Lied Tormentor (Wimp Reaper) eine Rolle. Es ist das schwerste und melodischste ihrer Alben; die alten Heavy-Metal-Einflüsse sind hier stärker als auf vorigen Aufnahmen, während die Parallelen zu Speed- und Death-Metal-Bands beinahe verschwunden sind. Die Musik wurde als „einfacher roher und purer Metal“ beschrieben. Bei Angel de la Barthe wird weiblicher Gesang eingesetzt, Nacht der Verdammten Seele ist in deutscher Sprache verfasst. Kautonens Stimme bewegt sich zwischen Growls und hohem Klargesang.

## Diskografie
- 1996: I Am the King (Demo, Eerie Productions)
- 1996: Promo-Demo 2 (Demo, Eigenveröffentlichung)
- 1997: Children of Bodom (Split mit Children of Bodom und Cryhavoc, Spinefarm Records)
- 1998: Devilmusick (Album, Spinefarm Records)
- 1999: Wizzard (Album, Nazgul’s Eyrie Productions)
- 2000: Songs of Sin and Decadence (Album, Gutter Records)
- 2000: Tormentor (EP, Gutter Records)
- 2001: Black Heavy Metal (Gutter Records)
- 2003: Metal Forever (Split mit Sacred Steel, MDD Records)